# Serpentine Galleries
Serpentine Galleries (pol. Galerie Serpentine) – zespół dwóch galerii sztuki współczesnej w Kensington Gardens i Hyde Parku, w centrum Londynu. Są to Serpentine Gallery oraz Serpentine Sackler Gallery i znajdują się w odległości pięciu minut spacerem od siebie. Połączone są zabytkowym mostem (Serpenine Bridge) nad jeziorem Serpentine, od którego pochodzą nazwy obu galerii. Ich wystawy i architektura przyciągają do 1,2 miliona odwiedzających rocznie. Wstęp do obu galerii jest bezpłatny.

## Historia

### Serpentine Gallery
Serpentine Gallery została założona w 1970 roku i mieści się w zabytkowym pawilonie dawnej herbaciarni, który został wzniesiony w latach 1933–1934 przez architekta Jamesa Greya Westa.
Wystawiane były tu prace wielu znanych artystów (około 1600), m.in. Man Raya, Henry'ego Moora (The Arch 1979–1980), Jeana-Michela Basquiata, Andiego Warhola, Pauli Rego, Sondry Perry, Bridget Riley, Allana McColluma, Anisha Kapoora, Christiana Boltanskiego, Philippe Parreno, Richarda Prince, Wolfganga Tillmans, Gerharda Richtera, Gustava Metzgera, Damiena Hirst, Marii Lassnig, Jeffa Koonsa czy Mariny Abramović. Na ziemi przy wejściu do galerii znajduje się stała praca wykonana przez Iana Hamiltona Finlaya we współpracy z Peterem Coatesem i poświęcona Dianie, księżnej Walii, byłej patronce galerii.

### Serpentine Sackler Gallery
Serpentine Sackler Gallery, zaprojektowana przez Zaha Hadid Architects, została otwarta dla publiczności w 2013 roku, nadając „nowe życie” The Magazine, dawnemu sklepowi z prochem znajdującym się na liście brytyjskich zabytków, zbudowanemu w 1805 roku.
Położony pięć minut spacerem od Galerii Serpentine po drugiej stronie Serpentine Bridge, obejmuje 900 metrów kwadratowych powierzchni galerii, restauracji, sklepu oraz przestrzeni społecznej. Restauracja The Magazine sąsiaduje z galerią.

## Pawilony
Co roku od 2000 Serpentine Gallery oddaje do użytku przez nowego architekta tymczasowy letni pawilon. Każdy pawilon jest przygotowywany w ciągu sześciu miesięcy i znajduje się na przestrzeni przed galerią przez trzy miesiące, aby turyści mogli go zwiedzać.
Architekci poszczególnych pawilonów:
- 2000: Zaha Hadid
- 2001: Daniel Libeskind oraz Cecil Balmond(inne języki)
- 2002: Toyoo Itō oraz Cecil Balmond[25]
- 2003: Oscar Niemeyer[26]
- 2005: Álvaro Siza, Eduardo Souto de Moura oraz Cecil Balmond[27]
- 2006: Rem Koolhaas, Cecil Balmond oraz Arup[28]
- 2007: Zaha Hadid oraz Patrik Schumacher[29]
- 2007: Olafur Eliasson, Cecil Balmond oraz Kjetil Thorsen[30]
- 2008: Frank Gehry[31]
- 2009: SANAA[32]
- 2010: Jean Nouvel[33]
- 2011: Peter Zumthor oraz Piet Oudolf[34][35]
- 2012: Ai Weiwei oraz Herzog & de Meuron[36]
- 2013: Sou Fujimoto[37]
- 2014: Smiljan Radic(inne języki)[38]
- 2015: Selgas Cano(inne języki)[39]
- 2016: Bjarke Ingels[40]
- 2017: Diébédo Francis Kéré(inne języki)[41]
- 2018: Frida Escobedo(inne języki)[42]
- 2019: Junya Ishigami(inne języki)[43]
- 2020–2021: Sumayya Vally, Sarah de Villiers oraz Amina Kaskar[44][45]